# Stellbach (Wümme)
Der Stellbach ist ein 12,3 km langer Bach in den Gemeinden Stemmen, Vahlde, Fintel und Wesseloh im Landkreis Rotenburg (Wümme) und Heidekreis in Niedersachsen, der von links und Osten in die Wümme mündet.

## Verlauf
Der Stellbach entspringt als Oberflächenwasser sammelnder Wiesengraben nördlich von Wesseloh im Naturschutzgebiet Obere Wümmeniederung. Er fließt, deutlich begradigt weiter Richtung Westen durch Wiesenlandschaften und durch Schiel, kreuzt die K 31 und die K 221, wobei er mehrere Wiesen- und Ackergräben aufnimmt. Er fließt südlich um Stell, wobei er zweimal die K 222 kreuzt. Westlich von Stell fließt er in einem natürlicheren Verlauf durch Waldgebiet, kreuzt in nordwestlicher Richtung die Eisenbahnlinie Hamburg-Bremen, vorbei an einem großen Fischteich und fließt ab hier als natürlicher mäandrierender Bach am Waldrand entlang durch das Moor und Naturschutzgebiet Kinderberg und Stellbachniederung und fließt wenige Meter später von links und Osten in die Wümme.

## Zustand
Der Stellbach ist im gesamten Verlauf mäßig belastet (Güteklasse II).

## Befahrungsregeln
Zum Schutz, dem Erhalt und der Verbesserung der Fließgewässer als Lebensraum für wild lebende Tiere und Pflanzen erließ der Landkreis Rotenburg (Wümme) 2015 eine Verordnung für sämtliche Fließgewässer. Seitdem ist das Befahren der Stellbach ganzjährig verboten.